# 孔成子
孔成子（？—？），姞姓，名烝鉏，孔氏，春秋時期卫国大夫，谥号成。
前577年（鲁成公十四年、卫定公十二年），卫定公有病，让孔成子、宁惠子立敬姒的儿子衎作为太子。冬季，十一月，卫定公去世，太子衎即位，就是卫献公。 前554年（鲁襄公十九年、卫殇公五年），卫国的石共子去世，他的儿子石悼子不悲哀。孔成子说：“这是拔除根本，一定不能保有他的宗族。” 
卫襄公夫人姜氏无子，宠姬「婤姶」生了「孟絷」、「元」，婤被卫康叔託夢，說要立她的兒子。孔成子也梦见康叔说：“立元为国君，我让羁的孙子圉和史苟辅佐他。”史朝也梦见康叔说：“我将要命令你的儿苟和孔烝鉏的曾孙圉辅佐元。”史朝进见孔成子，得知两人夢境相合。
孟絷的脚有疾病，孔成子用《周易》来占卜立誰為優，公子元得到《屯》卦。爻辞说：‘元亨’。孟絷得到《屯》卦变為《比》卦。史朝说：“‘元亨’，就是元将会享有国家。
前535年（鲁昭公七年、卫襄公九年），孔成子立了「元」，即是卫灵公。十二月廿三日，安葬卫襄公。 